# Alexander Gottlieb Baumgarten
Alexander Gottlieb Baumgarten (* 17. Juli 1714 in Berlin; † 27. Mai 1762 in Frankfurt (Oder)) war ein deutscher Philosoph, der in der Tradition der Leibniz-Wolff’schen Aufklärungsphilosophie stand. Baumgarten begründete die Ästhetik als philosophische Disziplin.

## Leben

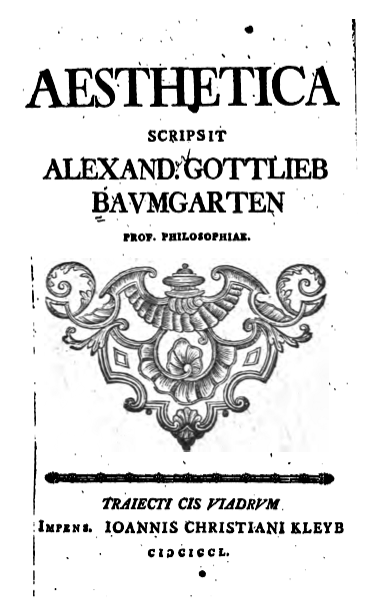
Titelblatt der Aesthetica von 1750.

### Jugend und Ausbildung
Alexander Gottlieb Baumgarten wurde in Berlin als Sohn des Garnisonspredigers Jakob Baumgarten (* 30. August 1668 in Wolmirstedt; † 1. Juli 1722 in Berlin) und Rosina Elisabeth Baumgarten, geborene Wiedemann (* 10. Februar 1690 in Berlin; † 23. Mai 1717 in Berlin) geboren. Pate war unter anderen Alexander Hermann von Wartensleben. Baumgarten war das fünfte von sieben Kindern, von denen jedoch nur vier das erste Lebensjahr vollendeten. Sein ältester Bruder war der Theologe Siegmund Jakob Baumgarten. Baumgarten verbrachte seine Gymnasialzeit in der Schule zum Grauen Kloster in Berlin bei Martin Georg Christgau (1697–1776). Nach dem frühen Verlust der Eltern besuchte er das von August Hermann Francke im Geiste des Pietismus geleitete Seminar in Halle und studierte Theologie, Philosophie und „schöne Wissenschaften“ (Rhetorik und Poetik) an der Universität Halle. Außerdem besuchte er Vorlesungen des rationalistischen Philosophen Christian Wolff in Jena. Nach dem Magisterexamen arbeitete er als Dozent für Poetik und Logik an dem von ihm selbst besuchten Waiseninstitut.
1737 wurde Baumgarten Privatdozent für Philosophie („Weltweisheit“) an der Universität Halle. Wahrscheinlich in diesem Jahr erkrankte er an Schwindsucht, ein historischer veraltet medizinischer Ausdruck für eine lebensbedrohliche Abmagerung (vor allem Tuberkulose und Krebs), die zu seinem frühzeitigen Tod beitrug. Von 1740 bis zu seinem Tod 1762 war Baumgarten „Professor der Weltweisheit und der schönen Wissenschaften“ an der Brandenburgischen Universität Frankfurt, der Vorläuferin der Europa-Universität Viadrina. In den Jahren 1743 und 1752 wurde Baumgarten zu deren Rektor gewählt.

### Familie
Baumgarten heiratete am 18. April 1741 in der Petrikirche (Berlin-Cölln) Luisa Wilhelmina Alemann (* 17. Januar 1720 in Berlin; † 8. Juni 1745 in Frankfurt (Oder)). Luisa Wilhelmina war die Tochter von Johann Philipp Alemann, Hofrat in Berlin, und Juliana Elisabeth Zimmermann. Diese Ehe blieb kinderlos.
Am 22. Oktober 1748 heiratete Baumgarten in der Marienkirche Frankfurt (Oder) Justina Elisabeth Albinus (* 1730; † 31. März 1764 in Frankfurt (Oder) (in der Oder ertrunken)). Justina Elisabeth war die Tochter von Johann Jacob Albinus, Oberamtmann in Bischofsee (heute: Stare Biskupice, Słubice) und Christina Louisa Engel. Mit ihr hatte Baumgarten vier Kinder: Eleonora Wilhelmina Baumgarten (* 1. Oktober 1749 in Frankfurt (Oder); † 3. September 1750 in Frankfurt (Oder)), Eleonora Juliana Baumgarten (* 6. Juni 1751 in Frankfurt (Oder); † nach 1763), Carl Gottlieb Baumgarten (* 11. März 1759 in Frankfurt (Oder); † nach 1763) und Gottlieb Wilhelm Baumgarten (* 28. August 1762 in Frankfurt (Oder); † 5. September 1762 in Frankfurt (Oder)). Die Vormundschaft über die Kinder erhielt der Stadtrichter Winterfeld.

## Philosophie
Mit seiner Dissertation, den Meditationes philosophicae de nonnullis ad poema pertinentibus (1735), wird er häufig als Begründer der  Ästhetik  als eigenständige philosophische Disziplin  und als Paralleldisziplin („Schwesternkunst“) zur Logik, angesehen.
Die Ästhetik ist bei Baumgarten nicht, wie man das Wort heute verstehen würde, eine Wissenschaft von der Kunst. Viel allgemeiner ist sie „die Wissenschaft von der sinnlichen Erkenntnis“ (§1). Aus diesem Grund unterscheidet sie sich (§5) von der Rhetorik und der Poetik: Sie ist auf jeden Gegenstand anwendbar, während die Rhetorik nur auf die Rede und die Poetik nur auf die Künste anwendbar ist. Die Kritik muss sich auf eine Ästhetik stützen, wenn sie sich nicht auf die Willkür des individuellen Geschmacks beschränken.
Mit „sinnlicher Erkenntnis“ meinte Baumgarten die Erkenntnis durch die sinnliche Wahrnehmung. Er wird darum häufig als Begründer der „philosophischen Ästhetik“ angesehen, obwohl sich schon in der Antike Philosophen wie Platon und Aristoteles mit dem Thema beschäftigten.
Die sinnliche Erkenntnis, die den Grundstock der Ästhetik bildet, ist von einer besonderen Art, die manchmal die Missbilligung der Philosophen hervorruft: Sie umfasst „Empfindungen, eingebildete Vorstellungen, Fabeln und Leidenschaftsstörungen“, d. h. verwirrende Daten (§§ 6 und 7). Baumgarten vertritt aus dieser Verwirrung heraus eine Propädeutik, d. h. eine Wissenschaft in Bewegung, die von der sinnlichen Verwirrung zur intelligiblen (geistig erfassbar, erkennbar) Klarheit gelangt (§ 7–12).
In der Ästhetik soll eine Form des kognitiven Weltzugangs aufgewiesen werden, die analog zu den Leistungen der Vernunft gesicherte Erkenntnisse zu vermitteln vermag. Eine solche, zur rationalen Erkenntnis analoge Erkenntnisweise (analogon rationis) soll über die unteren Erkenntnisvermögen (Sinne) zustande kommen, die bisher ein Schattendasein in der Erkenntnistheorie gespielt hatten. Zentral ist dabei, dass den Sinnen ein eigenes Urteilsvermögen zugewiesen wird: der Geschmack. Der Dichtung und damit der Poetik kam damit eine Aufwertung zu: sie wurde zum Mittel, auf sinnliche (sensitive) Weise Erkenntnisse zu vermitteln.
Als Wissenschaft unterscheidet Baumgarten die Ästhetik von der natürlichen Ästhetik, die den „natürlichen Zustand“ beschreibt, „in dem sich die unteren Erkenntnisvermögen ohne jede methodische Ausbildung durch bloße Ausübung entwickeln“ (§ 2). Zu den „unteren Erkenntnisvermögen“ gehören sensus (Gefühl, Empfindung), imaginatio (Einbildung, Phantasie, Vorstellung), facultas fingendi (Dichtkunst, Vermögen zu dichten) und memoria (Gedächtnis, Erinnerungskraft).
Als methodisch entwickelte „Kunstlehre“ schreibt Baumgarten (Hamburg 1983) der Ästhetik folgenden „Nutzen“ zu. Er besteht vor allem darin, 
- „dass sie den Wissenschaften, die hauptsächlich auf Verstandeserkenntnis beruhen, geeignete Materialien bereitstellt,
- das wissenschaftlich Erkannte dem Fassungsvermögen jedes beliebigen Menschen anpaßt,
- die Verbesserung der Erkenntnis auch über die Grenzen des deutlich Erkennbaren hinaus vorantreibt,
- gute Grundlagen legt für alle kontemplativen geistigen Betätigungen und für die freien Künste,
- in der Praxis des täglichen Lebens unter gleichen Voraussetzungen allen anderen Menschen gegenüber eine bestimmte Überlegenheit verleiht.“ (§ 3)

Sein Buch Metaphysica erschien 1739 und sein Buch Ethica philosophica 1740. Der erste Band seiner in drei Bänden angelegten Schrift Aesthetica, von der nur zwei Bände fertiggestellt wurden, erschien 1750 und der zweite Band 1758. Posthum wurde 1770 sein Werk Philosophia generalis veröffentlicht.

## Rezeption
Die in lateinischer Sprache verfassten Gedanken Baumgartens wurden in Deutschland zunächst vor allem durch seinen Schüler Georg Friedrich Meier (1718–1777) bekannt. Meiers Werk, trug – unter anderem weil es deutsch und nicht lateinisch abgefasst war – zur Popularisierung und Verbreitung von Baumgartens Ideen entscheidend bei.
Baumgartens Schriften zur ästhetischen Begründung stellen eine Wende in der philosophischen Erkenntnistheorie zur Sinnlichkeit dar; die Sinnlichkeit wurde als Medium der Erkenntnis aufgewertet.
Immanuel Kant (1724–1804), der Baumgarten sehr schätzte, benutzte dessen Metaphysica in der Auflage von 1757 und dessen Initia philosophiae practicae primae in der Auflage von 1760 als Grundlage für seine eigenen Vorlesungen zur Metaphysik bzw. Praktischen Philosophie. Mit der am Gedanken der Vollkommenheit sinnlicher Erkenntnis orientierten Geschmacksauffassung von Baumgartens Aesthetica setzte sich Immanuel Kant in seiner Kritik der Urteilskraft (1790) auseinander.
Baumgartens Konzeption der Ästhetik übte u. a. großen Einfluss auf Johann Gottfried Herder (1744–1803) aus. Sein Ideal des „felix aestheticus“, des Menschen mit allseitiger Begabung zu sinnlicher Erkenntnis und zum natürlichen Spiel war nicht nur von Bedeutung für den Geniekult des 18. Jahrhunderts, sondern auch für Friedrich Schillers einflussreiche Schrift Über die ästhetische Erziehung des Menschen in einer Reihe von Briefen.
1897 kritisierte Leo Tolstoi in seinem Werk Was ist Kunst? Baumgartens Buch über Ästhetik. Tolstoi wandte sich gegen „Baumgartens Dreifaltigkeit - das Gute, die Wahrheit und die Schönheit....“. Tolstoi behauptete, dass „diese Worte nicht nur keine eindeutige Bedeutung haben, sondern uns auch daran hindern, der bestehenden Kunst eine eindeutige Bedeutung zu geben....“. Baumgarten behauptete, dass es drei Möglichkeiten gibt, die Vollkommenheit zu erkennen: „Schönheit ist das Vollkommene (das Absolute), das von den Sinnen wahrgenommen wird. Die Wahrheit ist das Vollkommene, das durch die Vernunft wahrgenommen wird. Das Gute ist das Vollkommene, das durch den moralischen Willen erreicht wird.“ Tolstoi hingegen widersprach Baumgartens Theorie und behauptete, dass das Gute, die Wahrheit und das Schöne nichts gemeinsam hätten und sich sogar widersprechen könnten. 
Seit dem 19. Jahrhundert wurden Baumgartners Theorien als inadäquat bezeichnet, da sie entweder nicht alle Bereiche der Ästhetik beinhalten oder gar Sachverhalte beschreiben, die über die Ästhetik hinausgehen. Ungeachtet der Grenzen von Baumgartens Theorie der Ästhetik schreibt der britische Jesuit, Philosoph und Autor einer in der angelsächsischen Welt sehr angesehenen Geschichte der Philosophie, Frederick Copleston (1907–1994) ihm eine prägende Rolle in der deutschen Ästhetik zu, indem er Christian Wolffs Philosophie auf Themen ausweitete, die Wolff nicht in Betracht zog, und die Existenz eines legitimen Themas für die philosophische Analyse aufzeigte, das nicht auf eine abstrakte logische Analyse reduziert werden konnte.

## Zitat
„Man mag gegen unsere Wissenschaft einwenden, daß Sinnliches, Einbildungen, Märchen, die Wirrnisse der Leidenschaften usw. den Philosophen unwürdig seien und unter ihrem Horizont lägen. Ich antworte: Ein Philosoph ist ein Mensch unter Menschen, und er tut nicht gut daran, wenn er glaubt, ein so großer Teil der menschlichen Erkenntnis sei ungehörig für ihn.“
Alexander Gottlieb Baumgarten, Ästhetik (1750–58).

## Werke

### Originalausgaben
- Dissertatio chorographica, Notiones superi et inferi, indeque adscensus et descensus, in chorographiis sacris occurentes, evolvens. 1735.
- Meditationes philosophicae de nonnullis ad poema pertinentibus. 1735 – §§ I-XI.
- De ordine in audiendis philosophicis per triennium academicum quaedam praefatus acroases proximae aestati destinatas indicit Alexander Gottlieb Baumgarten. 1738
- Metaphysica. (1739) (Faksimiles).
- Ethica philosophica. 1740.
- Alexander Gottlieb Baumgarten, ordentlicher Lehrer der Philosophie, eröffnet einige Gedancken vom Vernünfftigen Beyfall auf Academien, und ladet zu seiner Antritts-Rede, die er den 5. Julius zu halten gedenckt, alle Frankfurthische Gönner und Freunde der Gelehrsamkeit, und zugleich seine zukünfftigen Herren Zuhörer zu denen am 4. Julius zu eröffnenden Lese-Stunden mit schuldiger Hochachtung und Ergebenheit ein. Franckfurth an der Oder, gedruckt bey Sigismund Gabriel Alexen, 1740. (Google Books)
- Serenissimo potentissimo principi Friderico, Regi Borussorum marchioni brandenburgico S. R. J. archicamerario et electori, caetera, clementissimo dominio felicia regni felicis auspicia, a d. III. Non. Quinct. 1740. 1740.
- Philosophische Briefe von Aletheophilus. 1741.
- Scriptis, quae moderator conflictus academici disputavit, praefatus rationes acroasium suarum Viadrinarum reddit Alexander Gottlieb Baumgarten. 1743.
- Metaphysica Alexandri Gottlieb Baumgarten, 1757. Universitätsbibliothek Wien
- Volltext der Metaphysica (3. Auflage 1757) und der Initia Philosophiae Practicae (1760) in der Elektronischen Edition der Gesammelten Werke Immanuel Kants (sogenannter Bonner Kant-Korpus, Universität Duisburg-Essen)
- Aesthetica scripsit Alexand. Gottlieb Bavmgarten Prof. Philosophiae. Traiecti cis Viadrum (Frankfurt an der Oder), Johannis Christian Kleyb, 1750. (Digitalisat)
- Initia Philosophiae Practicae. Primae Acroamatice. 1760 (Faksimiles).
- Acroasis logica in Christianum L.B. de Wolff. 1761.
- Ius naturae. Postum 1763.
- Sciagraphia encyclopaedia philosophicae. Hrsg. postum Johs. Christian Foerster 1769.
- Philosophia generalis. Hrsg. postum Johs. Christian Foerster 1770.
- Alex. Gottl. Baumgartenii Praelectiones theologiae dogmaticae. Hrsg. postum Salomon Semmler 1773.
- Alexander Gottlieb Baumgartens Metaphysik. Übers. Georg Friedrich Meier, Halle im Magdeburgischen, 1766 (Google Books); mit Anm. neu hrsg. von Johann August Eberhard, 1783.
- Gedanken über die Reden Jesu nach dem Inhalt der evangelischen Geschichten. Hrsg. postum F.G. Scheltz & A.B. Thiele; 1796–1797.

### Moderne Ausgaben
- Ästhetik. Lateinisch-deutsch. Übersetzt, mit einer Einführung, Anmerkungen und Registern herausgegeben von Dagmar Mirbach. 2 Bände. Meiner, Hamburg 2007, ISBN 978-3-7873-1772-1, ISBN 978-3-7873-1773-8 (kartoniert 2009, ISBN 978-3-7873-1899-5).
- Texte zur Grundlegung der Ästhetik. Lateinisch-deutsch (= Philosophische Bibliothek. Band 351). Übersetzt und herausgegeben von Hans Rudolf Schweizer. Meiner, Hamburg 1983, ISBN 3-7873-0573-4.
- Theoretische Ästhetik. Lateinisch-deutsch (= Philosophische Bibliothek. Band 355). Übersetzt und herausgegeben von Hans Rudolf Schweizer. 2., durchgesehene Auflage. Meiner, Hamburg 1988, ISBN 3-7873-0785-0.
- Alexander Gottlieb Baumgarten: Sinnliche Erkenntnis in der Philosophie des Rationalismus (= Aufklärung. Band 20). Herausgegeben von Alexander Aichele und Dagmar Mirbach. Meiner, Hamburg 2008, ISBN 978-3-7873-1921-3
- Die Vorreden zur Metaphysik. Herausgegeben, übersetzt und kommentiert von Ursula Niggli. Klostermann, Frankfurt am Main 1998, ISBN 3-465-02877-5 (kartoniert 1999).
- Metaphysica / Metaphysik. Historisch-kritische Ausgabe. Lateinisch-deutsch. Übersetzt, eingeleitet und herausgegeben von Günter Gawlick und Lothar Kreimendahl. Frommann-Holzboog, Stuttgart 2010, ISBN 978-3-7728-2224-7.

- A.G. Baumgarten im Spannungsfeld zwischen Ästhetik, Logik und Ethik (= Zeitschrift für Ästhetik und Allgemeine Kunstwissenschaft, Sonderheft 15). Herausgegeben von Andrea Allerkamp und Dagmar Mirbach. Meiner, Hamburg 2016, ISBN 978-3-7873-2816-1